# آورا، رایاتئا
آوِرا (به فرانسوی: Avera)   مرکز اداری کُمون تاپوتاپواته ئآ در جزیره رایاتئا ، واقع در پلی‌نزی فرانسه، از  قلمروهای فرادریایی فرانسه در اقیانوس آرام است روستای دیگر و کوچکتری، با این نام  در پلینزی فرانسه در جزیره روروتو قرار دارد. طبق سرشماری سال ۲۰۲۲، جمعیت آوِرا ۳،۴۴۰ نفر بوده است..
```
==References==
```